# Dorina Pieper
Pour les articles homonymes, voir Pieper.
Dorina Pieper, née le 25 juin 1970 à Lüdenscheid, est une biathlète allemande.

## Biographie
Pour ses débuts internationaux en 1987, elle est 40e de l'individuel des Championnats du monde. En 1988, elle  monte sur deux podiums en relais dans la Coupe du monde, avant de gagner sa première manche 
dans cette discipline à Borovets un an plus tard. Aux Championnats du monde 1989, elle décroche la médaille de bronze à la course par équipes. En 1990, elle obtient un deux podiums individuels en Coupe du monde à Walchsee et à Kontiolahti.

## Palmarès

### Championnats du monde
| Épreuve     | 1987 à Lahti | 1988 à Chamonix | 1989 à Feistritz | 1990 à Oslo, Kontiolahti et Minsk |
| ----------- | ------------ | --------------- | ---------------- | --------------------------------- |
| Individuel  | 40e          | 21e             | 19e              | 16e                               |
| Sprint      | 42e          | 21e             | -                | -                                 |
| Relais      | -            | 5e              | 4e               | -                                 |
| Par équipes |              |                 | Bronze           | -                                 |

### Coupe du monde
- 2 podiums individuels : 2 troisièmes places.
- 1 victoire en relais et 1 par équipes.

### Championnats du monde junior
- Médaille d'or du relais en 1989.
- Médaille d'argent par équipes en 1989.
- Médaille de bronze de l'individuel en 1989.

### National
- Championne de RFA de l'individuel en 1989.